# Vincenzo Jacovacci
Pour les articles homonymes, voir Jacovacci.
Vincenzo Jacovacci (né le 14 novembre 1811 à Rome et mort le 30 mars 1881 dans la même ville) est un impresario et directeur d'opéra italien.

## Biographie
Vincenzo Jacovacci naît le 14 novembre 1811 à Rome.
Il est directeur de plusieurs salles d'opéra comme le Teatro Apollo où il programme la création des opéras de Giuseppe Verdi Il trovatore, Un ballo in maschera, La forza del destino (première italienne).
Son mode de gestion met à plusieurs reprises les ouvrages en péril par les économies réalisées sur les cachets ou la pratique de la surréservation. Il est ainsi arrêté à l'issue de la première d'Adelia de Gaetano Donizetti où les spectateurs ne trouvant pas de place provoquèrent une émeute. Il dut sa libération à la soprano Giuseppina Strepponi (future compagne de Verdi) qui versa pour lui une caution. Ceci ne l'empêche pas d'être l'un des impresarios les plus importants de l'époque.
Il meurt à Rome le 30 mars 1881.